# Ciobănesc de Berna

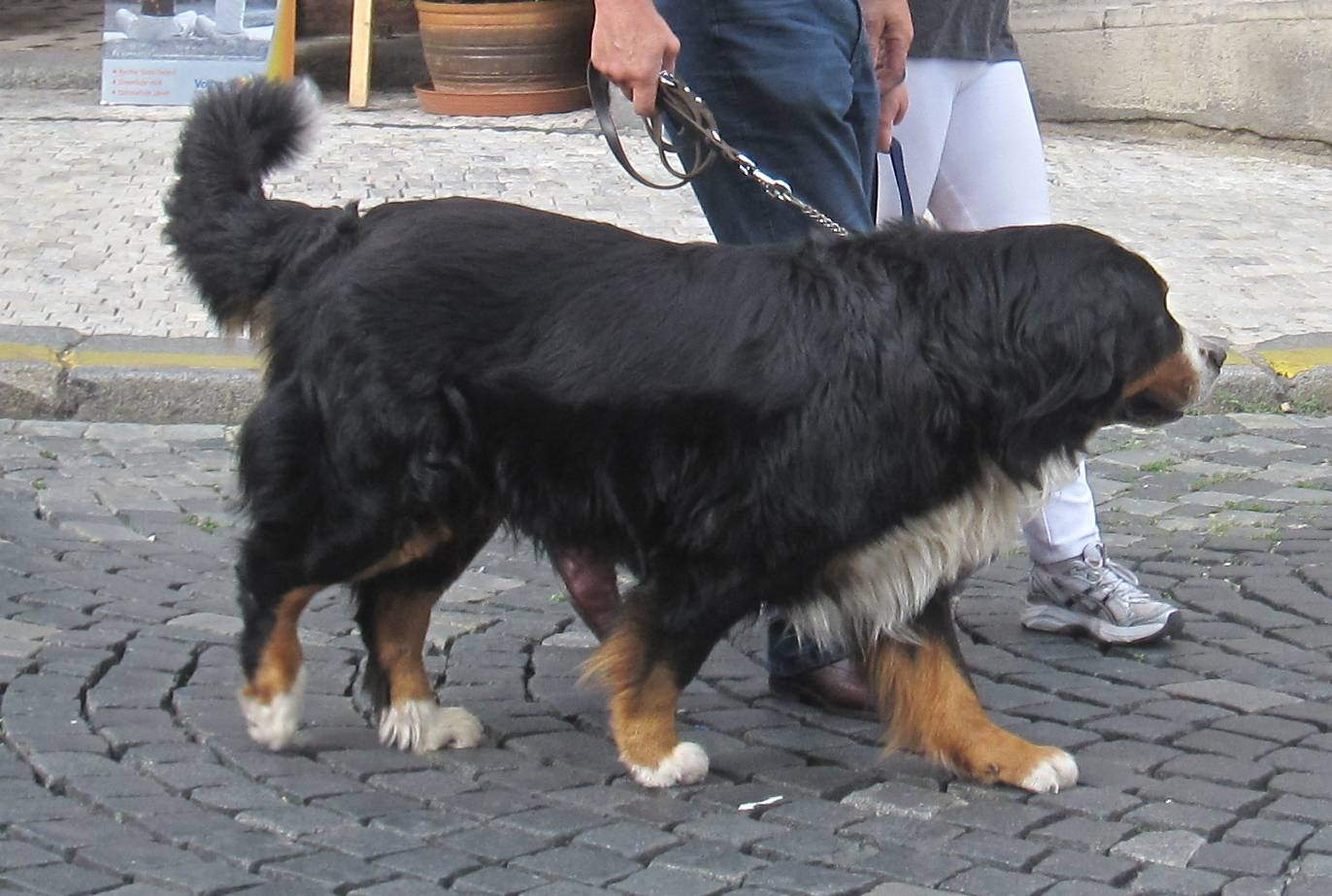
Ciobănesc de Berna

Ciobănescul de Berna este o rasă de câine de talie mare, din Elveția. Este mândria canină a Țării Cantoanelor, fiind, probabil, cea mai decorativă dintre cele patru rase de câini alpini dezvoltate aici. Originea acestei rase este plasată în încrucișările timpurii care au avut loc între rasele de câini de talie mare native în aria Alpilor Helvetici, folosiți cu precădere de către crescătorii de animale și masivii câini de tip Mastiff care însoțeau legiunile romane drept câini de pază ori câini de luptă.

### Origine
Elveția

### Înălțime
58–70 cm

### Greutate
30–55 kg

### Speranța de viață
10-12 ani

### Grupa
Working

### Viteză maximă
35,4 km/oră

### Istoric rasă
Denumirea rasei vine de la cantonul Berna, ai cărui locuitori au crescut și folosit în mod tradițional acești câini. Numele german al rasei, Bernese Sennenhund, este format din cuvintele senne, care înseamnă pășune (montană) și hund, însemnând câine. A fost folosit predilect de crescătorii de animale (în special bovine) și însoțea turmele când urcau primăvara pe înaltele și bogatele pășuni alpine, urmând să revină în așezările de la poalele munților la apropierea iernii. În același timp, a fost și un foarte apreciat câine de familie, utilizat pentru tractarea cărucioarelor cu produse, a săniilor, pentru pază și tovarăș de joacă al copiilor. Ciobănescul de Berna este foarte apreciat în Statele Unite ale Americii, fiind "veteran" al Războiului Civil. În anii '80 ai secolului trecut, în cadrul unor sondaje televizate dedicate raselor canine, publicul american l-a votat pentru poziția de cel mai frumos câine.

### Descriere fizică

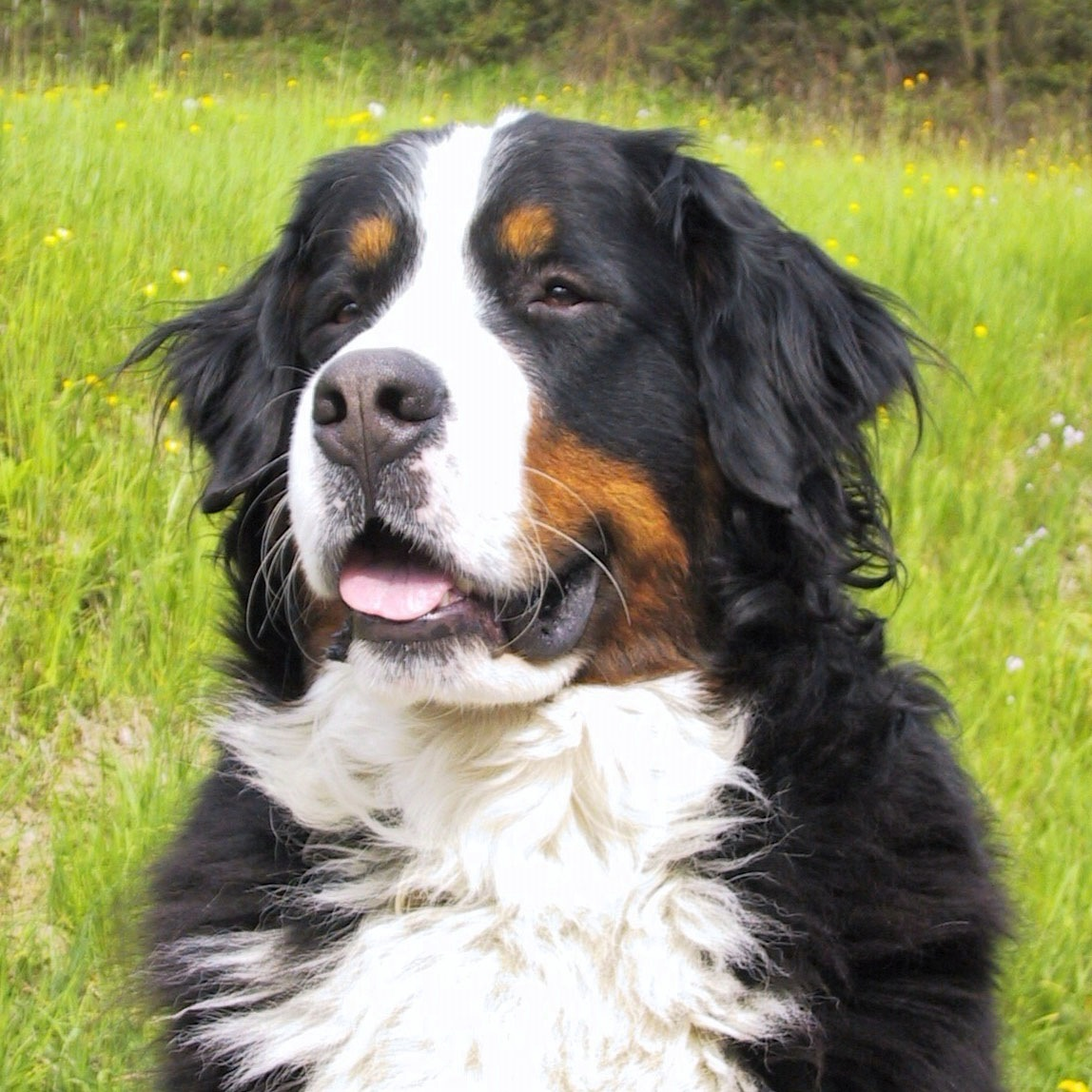
Capul unui Ciobănesc de Berna

Este un câine solid, musculos, cu un corp bine proporționat. Pieptul este larg și puternic, picioarele lungi, spatele lung, drept. Capul lat, de tip molossoid, este completat cu un bot larg, bordat de buze cărnoase, abundente, cu comisura deschisă. Urechile sunt de mărime medie, de formă triunghiulară, bine acoperite de păr și purtate atârnat. Coada este lungă, stufoasă, purtată lăsat, niciodată pe spate. Blana acestor câini este densă, bogată, dispusă pe 2 straturi, cel exterior cu firul destul de lung, moale și ușor ondulat, care-i dă un aer "ciufulit". Colorit specific: tricolor, cu fondul general negru, prezintă o inserție de alb pe mediana craniului, bot, bărbie și piept, albul apărând și pe labe. Castaniul-roșcat/bronz apare în pete deasupra ochilor, pe obraji, piept, labe și burtă, inclusiv vârful cozii. Unele exemplare etalează o pată albă la baza și în spatele gâtului, denumită "Sweet Kiss".

### Personalitate
Este recunoscut pentru firea sa calmă, echilibrată. Ponderat în reacții, sociabil și cooperant, Ciobănescul de Berna se comportă foarte bine în preajma copiilor. Este un câine de muncă, harnic și supus, gata mereu să coopereze la acțiunile oamenilor. Sunt afectuoși, se atașează în mod caracteristic mai mult de personajul central feminin din familie. Masculii se pot dovedi dominanți și autoritari în relația cu alte animale și cu alți câini. Este obișnuit să interacționeze cu animalele de talie mare, de care nu se teme. La maturitate va fi potolit și sedentar, cu un nivel de activitate scăzut.

### Îngrijire și sensibilitate boli
Are o medie de viață scurtă, multe decese înregistrându-se imediat după vârsta de 8 ani. În medie, trăiesc 9-10 ani. Rasa este afectată de numeroase forme de cancer, maladii ale sistemului osos și muscular.

### Condiții de viață
Este un câine ciobănesc clasic, care este obișnuit cu traiul în aer liber. Preferă zonele cu climat mai răcoros, fiind foarte bine adaptat pentru viața la munte.

### Dresaj
Este destul de lent în reacții și își va însuși mai greu anumite comenzi  de dresaj cu un grad de complexitate mai ridicat. Are instincte înnăscute de conducător de turmă. Acest câine este calm și preferă să nu se grăbească, trăsături de care este bine să se țină seama în dresaj. Este sensibil la corecții și pedepse, se recomandă dresajul blând bazat pe răbdare și permisivitate. Unii masculi se pot dovedi agresivi prin natura lor, cu astfel de exemplare fiind necesar să se insiste mult pe dresajul de obediență.

### Utilitate
Poate fi util în gospodărie, este obișnuit ușor să tracteze cărucioare cu produse ori unelte, să tracteze sănii și este potrivit în rolul de câine de pază. Ca animal de companie se dovedește echilibrat, afectuos și supus, fiind foarte tolerant și permisiv cu copiii, chiar și cu cei de vârste mici.